# The Golden Arrow
The Golden Arrow (bra: A Flecha de Ouro) é um filme estadunidense de 1936, do gênero comédia, dirigido por Alfred E. Green, e estrelado por Bette Davis e George Brent. O roteiro de Charles Kenyon foi baseado na história homônima de Michael Arlen, publicada na revista Liberty em 1935.
Este foi o sexto dos onze filmes que Davis e Brent coestrelaram juntos.

## Sinopse
Johnny Jones (George Brent) é um repórter de jornal sem um tostão designado para entrevistar Daisy Appleby (Bette Davis), herdeira da fortuna da Appleby Facial Creams e alvo de inúmeros pretendentes interessados em sua riqueza. O que nem eles nem Johnny sabem é que ela realmente trabalha no caixa de uma cafeteria, contratada por uma equipe de relações públicas para se passar pela socialite.
Ela propõe para Johnny um casamento por conveniência, que a liberta dos homens que a perseguem na intenção de fazê-la encontrar o homem ideal, e o permite ter tempo de lazer para terminar seu romance. Ele concorda, e depois de se casarem, o conselho de administração da empresa tenta colocá-lo no controle deles. Quando Johnny se rebela e começa a namorar a herdeira do petróleo Hortense Burke-Meyers (Carol Hughes) em retaliação, Daisy, percebendo que realmente o ama, tenta reconquistá-lo fazendo com que seu cunhado Alfred Parker (Earle Foxe) se passe por um antigo namorado em um esforço para deixar Johnny com ciúmes.

## Elenco
- Bette Davis como Daisy Appleby
- George Brent como Johnny Jones
- Eugene Pallette como Sr. Meyers
- Dick Foran como Tommy Blake
- Craig Reynolds como Jorgenson
- Carol Hughes como Hortense Burke-Meyers
- Hobart Cavanaugh como DeWolfe
- Earle Foxe como Alfred Parker

## Produção
O título de produção do filme foi "Cream Princess". Embora a reação do público ao filme em uma pré-estreia em Long Beach, Califórnia tenha sido desanimadora, a Warner Bros. apressou o lançamento na intenção de capitalizar a produção com a participação de Bette Davis, que havia recentemente ganhado o Oscar de melhor atriz por "Dangerous".
A atriz ficou chateada com a publicidade do filme, que achou ridícula, e incluiu menção à sua vitória no Oscar. "Este filme foi o começo do fim, temporariamente, do meu contrato com a Warner Bros.", lembrou mais tarde. "Fiquei realmente insultada por ter que aparecer em uma história tão barata como The Golden Arrow depois de aparecer em Escravos do Desejo, A Floresta Petrificada e Bordertown".

## Recepção
Frank S. Nugent, em sua crítica para o The New York Times, observou: "Com este e aquele artifício, com um bocado de diálogo padronizado e o ar transparente de um homem que reconhece a insignificância do que tem a dizer e ainda assim se orgulha em dizer tão bem que você não se importará, The Golden Arrow flutua agradavelmente através da tela. Deriva a maior parte de sua leve força como entretenimento do desempenho atrevido da Srta. Davis e da expressão atormentada, mas bem-humorada, do Sr. Brent".
A revista Time descreveu o filme como "uma comédia menor" e acrescentou: "Embora a Srta. Davis ainda possa fazer seus olhos saltarem e seus lábios caírem, The Golden Arrow não prova nada além de que ela é adepta da indiferença".

### Bilheteria
De acordo com os registros da Warner Bros., o filme arrecadou US$ 391.000 nacionalmente e US$ 163.000 no exterior, totalizando US$ 554.000 mundialmente.